# Från Broadway till Duvemåla
Från Broadway till Duvemåla är en turnérande musikalshow skapad och producerad av sångerskan och entreprenören Viktoria Tocca. Föreställningen samlar varje säsong en ny ensemble bestående av både svenska och internationella professionella musikalartister som framför musik från världens mest kända musikaler.

## 2016
Konceptet Från Broadway till Duvemåla såg dagens ljus när sångerskan Viktoria Tocca efter många år utomlands flyttade hem till Sverige i mitten av 2010-talet. Hon insåg snabbt att för att bygga sin karriär vidare hemma i Sverige behövde hon göra ett större intryck och beslöt sig därför att hyra Berwaldhallen för att göra en musikalkonsert. Det som var tänkt som en engångsföreteelse i april 2016 blev, tack vare samarbetspartners som Vara Konserthus och Musik i Syd i Växjö, en mindre turné och Från Broadway till Duvemåla såg sin födelse.
Under hösten samma år blev det ytterligare ett antal konserter i samarbete med olika konserthus runt om i Sverige.

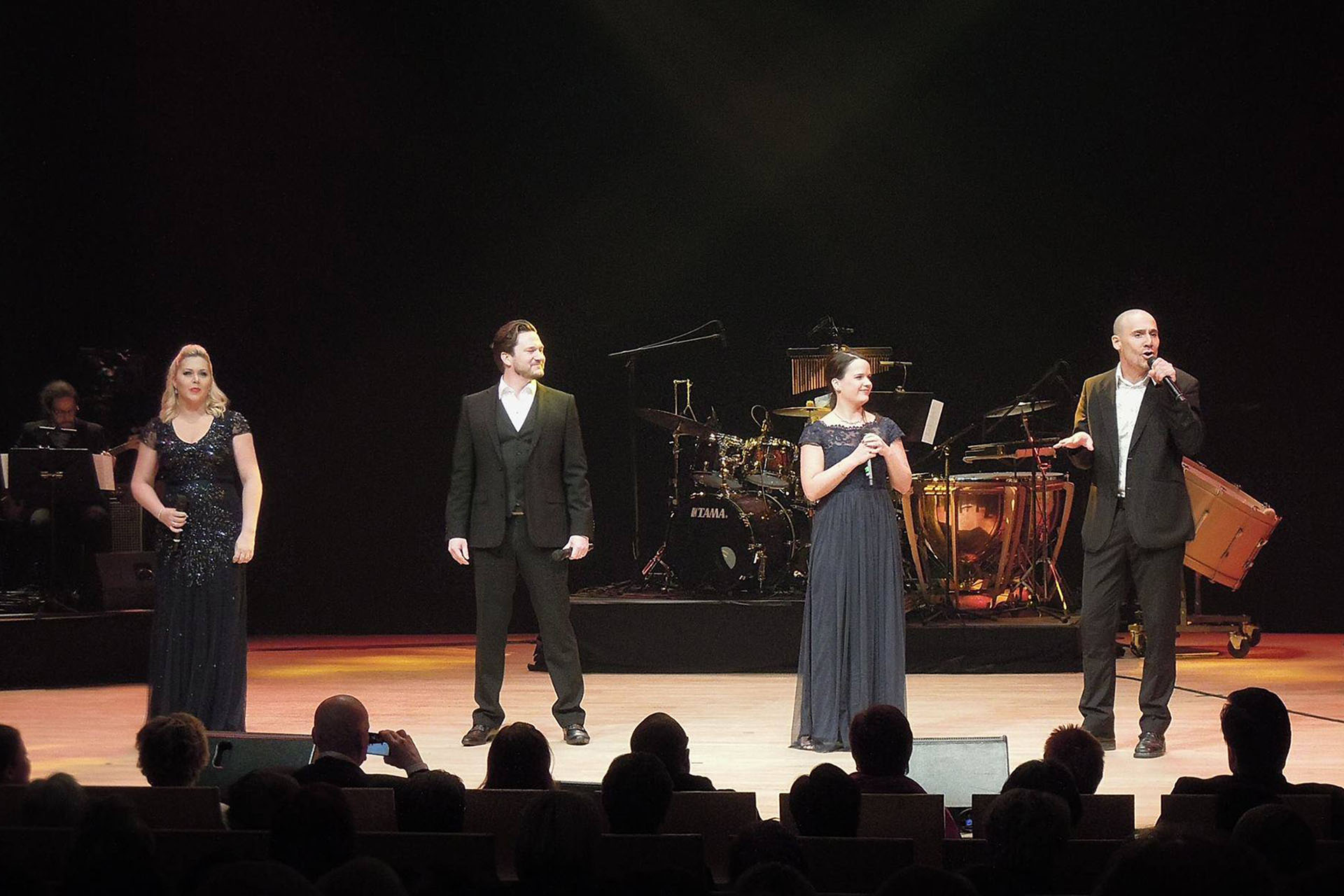
Från Broadway till Duvemåla, 2016

### Artister
- Viktoria Tocca
- Laila Adéle
- Daniel Sjöberg
- Jesper Tydén
- Josefine Isaksson
- Glenn Edell
- Petter Ahlfors
- Jan Ammann
- Aline Littwold
- John Kluge

### Orkester
- Carina E Nilsson, kapellmästare/piano
- Fredrik Bergström, trummor
- Magnus Eugenson, bas
- Conrad Boqvist, gitarr

### Orter
Stockholm, Gävle, Luleå, Växjö, Kalmar, Helsingborg, Jönköping, Kristianstad, Vara, Ystad, Bollnäs.

## 2017
Under våren och hösten 2017 åkte Från Broadway till Duvemåla ut på sin första riktigt stora Sverigeturné med premiär i på Stora Teatern i Göteborg. Totalt spelades detta år 21 föreställningar i 19 olika städer runt om i Sverige.

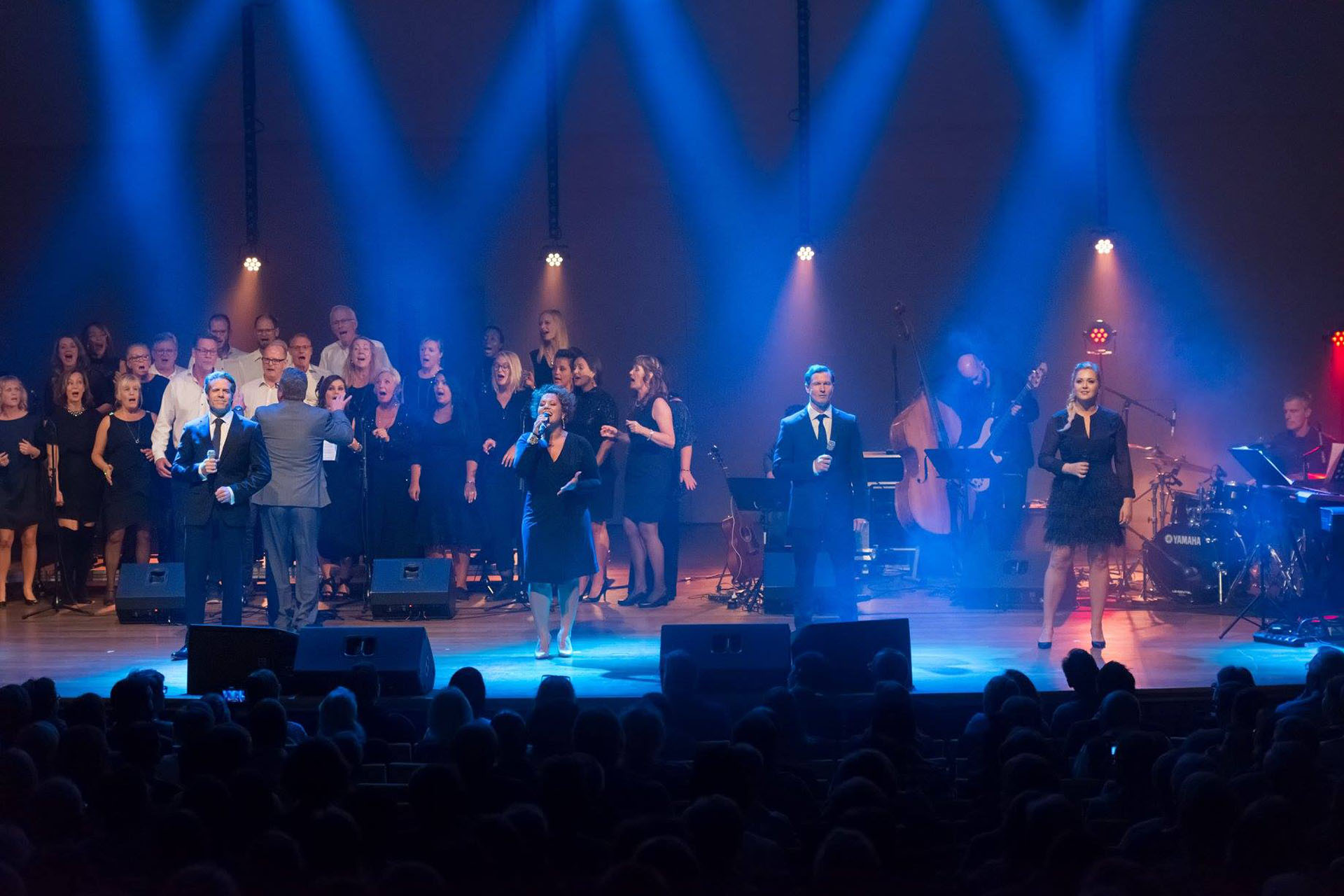
Från Broadway till Duvemåla, 2017

### Artister
- Viktoria Tocca
- Laila Adéle
- Daniel Sjöberg
- Jesper Tydén
- Sanna Martin
- Emil Sigfridsson

### Orkester
- Carina E Nilsson, kapellmästare/piano
- Fredrik Bergström, trummor
- Magnus Eugenson, bas
- Conrad Boqvist, gitarr

### Orter
Göteborg, Karlstad, Stockholm, Malmö, Karlskrona, Skövde, Norrköping, Örebro, Västerås, Falun, Umeå, Östersund, Halmstad, Jönköping, Askersund, Vara, Gävle, Sundsvall, Hässleholm.

## 2018
Inför premiären 2018 fick Från Broadway till Duvemåla sin första riktigt stora makeover. Antalet solister vid varje konsert utökades till fem och ensemblen började göra fler större, gemensamma nummer med koreografi. Detta år genomfördes under våren och hösten sammanlagt 30 konserter i lika många svenska städer.

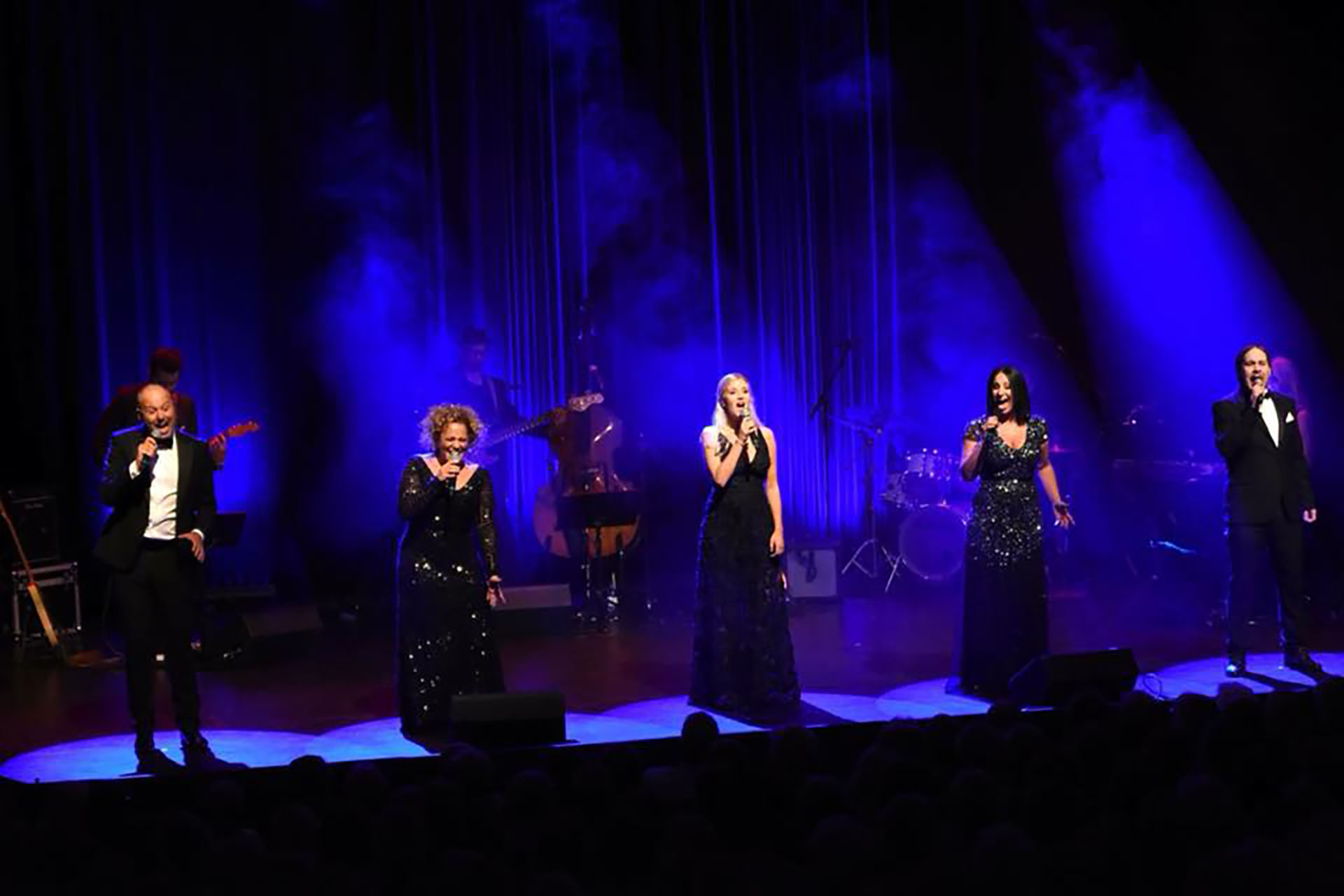
Från Broadway till Duvemåla, 2018

### Artister
- Viktoria Tocca
- Laila Adéle
- Malena Tuvung
- Niklas Asknergård
- Emmi Christensson
- Emil Sigfridsson
- Oscar Collin

### Orkester
- Carina E Nilsson, kapellmästare/piano
- Fredrik Bergström, trummor
- Magnus Eugenson, bas
- Conrad Boqvist, gitarr

### Orter
Linköping, Örebro, Kalmar, Skövde, Karlstad, Karlskrona, Ängelholm, Ystad, Växjö, Västerås, Uppsala, Bollnäs, Skellefteå, Kramfors, Falun, Östersund, Umeå, Borås, Kristianstad, Halmstad, Visby, Vara, Gävle, Nyköping, Luleå, Sundsvall, Stockholm, Jönköping, Norrköping, Malmö.

## 2019

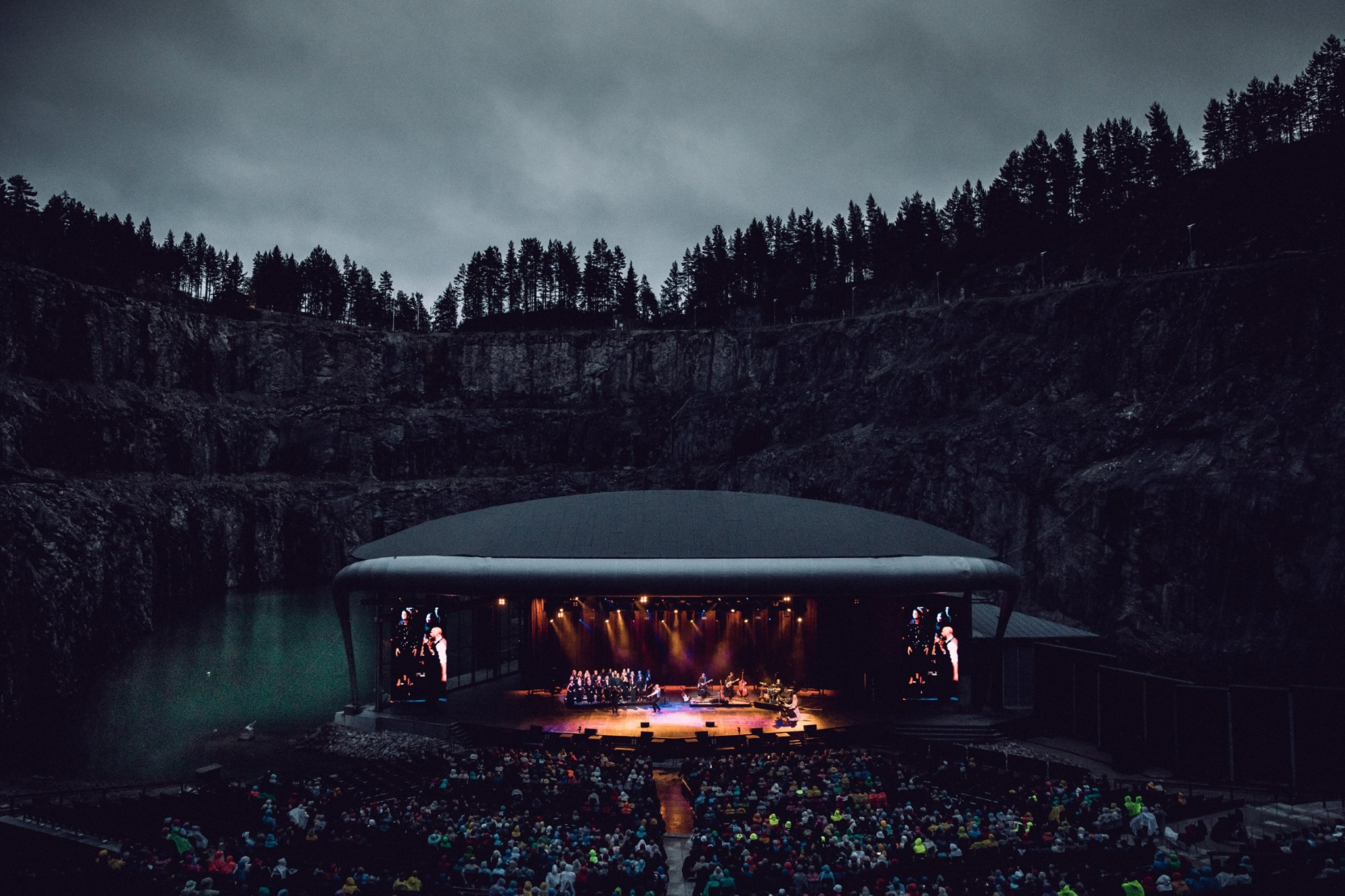
Från Broadway till Duvemåla, Dalhalla 2019

2019 var också året då Från Broadway till Duvemåla dök upp i lite olika skepnader. Utöver den obligatoriska Sverigeturnén ynglade föreställningen av sig i form av diverse företagsgig och andra event, men framförallt gjordes den här sommaren den hittills största konserten med föreställningen inför närmare 5 000 personer i Dalhalla. Totalt besökte denna upplaga av föreställningen hela 39 städer, med stor turnéavslutning på Cirkus i Stockholm.

### Artister
- Viktoria Tocca
- Laila Adéle
- Malena Tuvung
- Niklas Asknergård
- Joachim Bergström
- Jakob Stadell
- Alexander Lycke
- John Martin Bengtsson
- Gunilla Backman

### Orkester
- Carina E Nilsson, kapellmästare/piano
- Fredrik Bergström, trummor
- Magnus Eugenson, bas
- Conrad Boqvist, gitarr
- Magnus Josephson, gitarr

### Orter
Lycksele, Eskilstuna, Askersund, Linköping, Piteå, Skellefteå, Kramfors, Hudiksvall, Vara, Helsingborg, Ystad, Uddevalla, Göteborg, Skövde, Växjö, Vagnhärad, Rättvik, Nyköping, Västerås, Gävle,  Bollnäs, Östersund, Sundsvall, Umeå, Falköping, Borås, Ängelholm, Kalmar, Karlskrona, Malmö, Falun, Örebro, Karlstad, Uppsala, Kungsbacka, Värnamo, Jönköping, Norrköping, Stockholm.

## 2020
Det fanns stora planer för Från Broadway till Duvemåla 2020. Året inleddes med den första konserten utanför Sveriges gränser med föreställningen, närmare bestämt i Oslo. Detta gav ringar på vattnet och en större turné planerades i både Norge och Danmark. Sedan slog Covid-19-pandemin till och två dagar innan vårpremiären tvingades hela årets turné att ställas in.

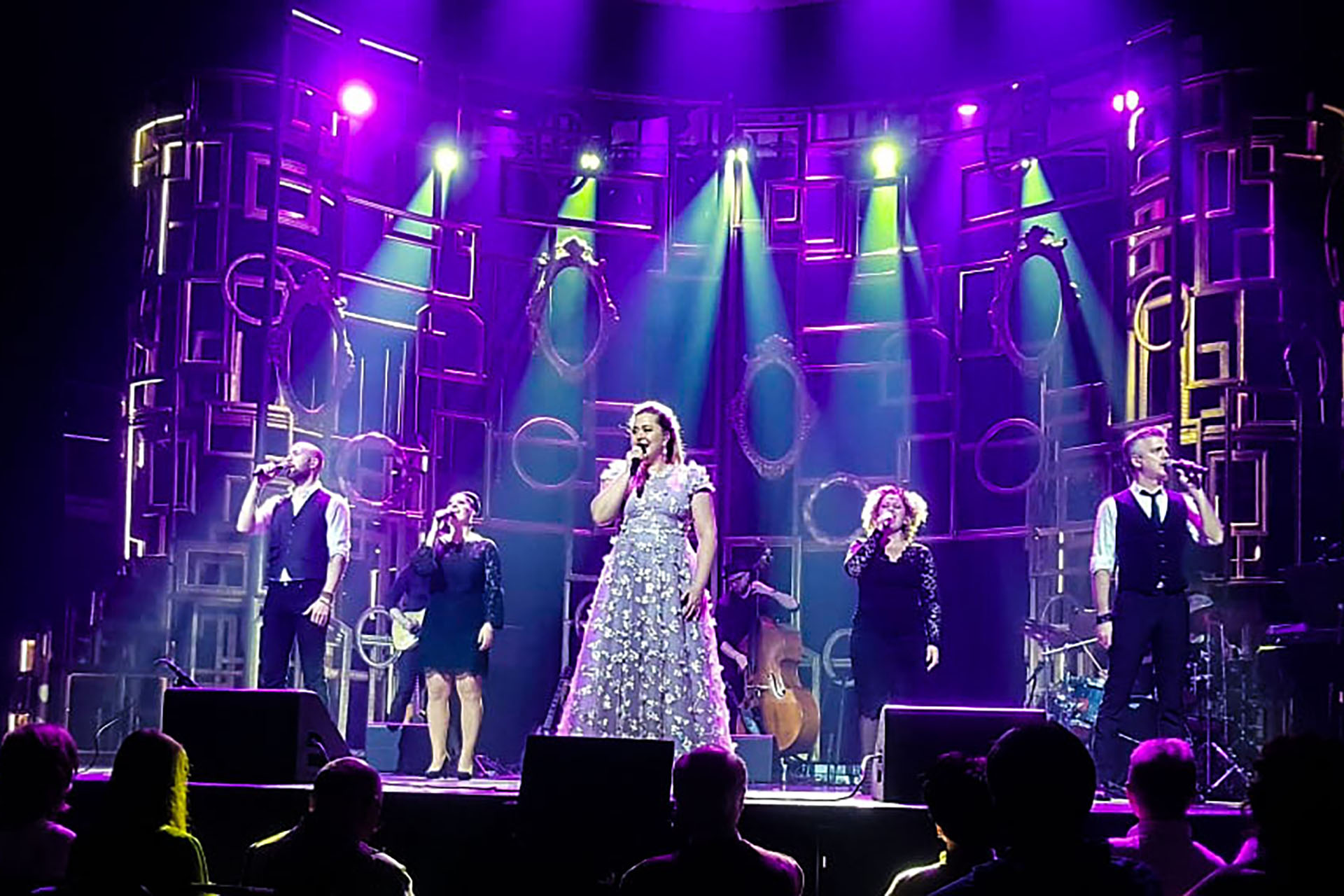
Från Broadway till Duvemåla, Oslo 2020

### Artister
- Malena Tuvung
- Emmi Christensson
- Jakob Stadell
- Alexander Lycke
- Jessica Berge

### Orkester
- Carina E Nilsson, kapellmästare/piano
- Fredrik Bergström, trummor
- Magnus Eugenson, bas
- Magnus Josephson, gitarr

### Orter
Oslo.

## 2021
Som start på säsongen 2021 gjorde Från Broadway till Duvemåla ett framträdande under Nationaldagsfirandet i Edsviken i Sollentuna. Under hösten släpptes sedan publikrestriktionerna på grund av pandemin och showen kunde äntligen åter ge sig ut på vägarna. Totalt spelades 37 konserter i 32 städer runt om i Sverige under denna turné. Detta år togs dessutom Åsa Engman in som regissör och koreograf för föreställningen.

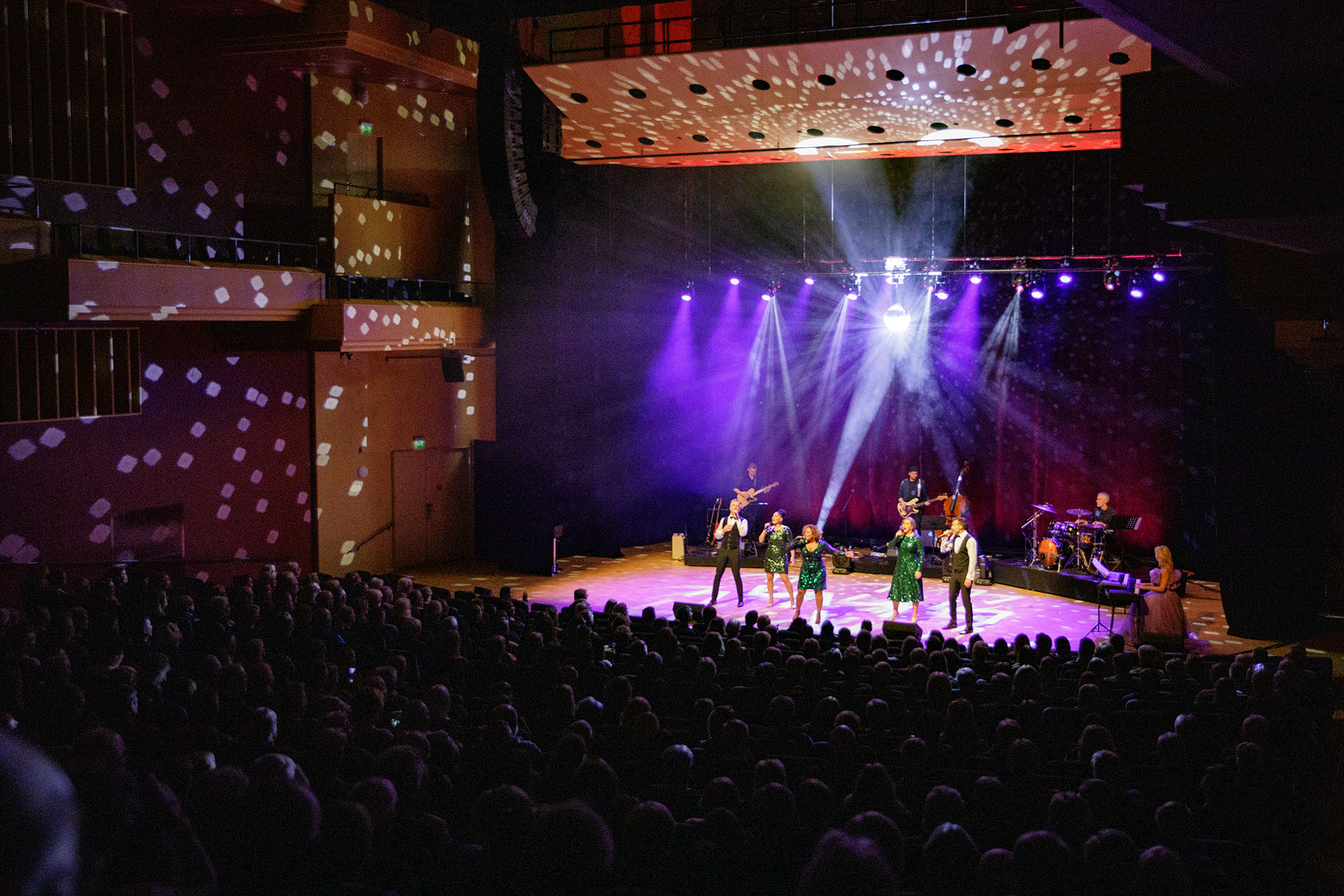
Från Broadway till Duvemåla, 2021

### Artister
- Viktoria Tocca
- Laila Adèle
- Malena Tuvung
- Jakob Stadell
- Patrik Martinsson

### Orkester
- Carina E Nilsson, kapellmästare/piano
- Fredrik Bergström, trummor
- Magnus Eugenson, bas
- Magnus Josephson, gitarr

### Orter
Uddevalla, Halmstad, Kristianstad, Södertälje, Ystad, Växjö, Eskilstuna, Nyköping, Örebro, Uppsala, Luleå, Skellefteå, Umeå, Östersund, Piteå, Falun, Västerås, Vara, Norrköping, Hässleholm, Värnamo, Kalmar, Kungsbacka, Borås, Jönköping, Malmö, Helsingborg, Göteborg, Gävle, Linköping, Skövde, Stockholm.

## 2022
I takt med att Tocca Entertainment utvecklades och började producera klart fler föreställningar fattades beslutet att istället för att dela upp Från Broadway till Duvemåla på två säsonger varje år (vår/höst), slå ihop alla orter och göra en höstturné. Sammanlagt besökte 2022 års turné 25 svenska städer.

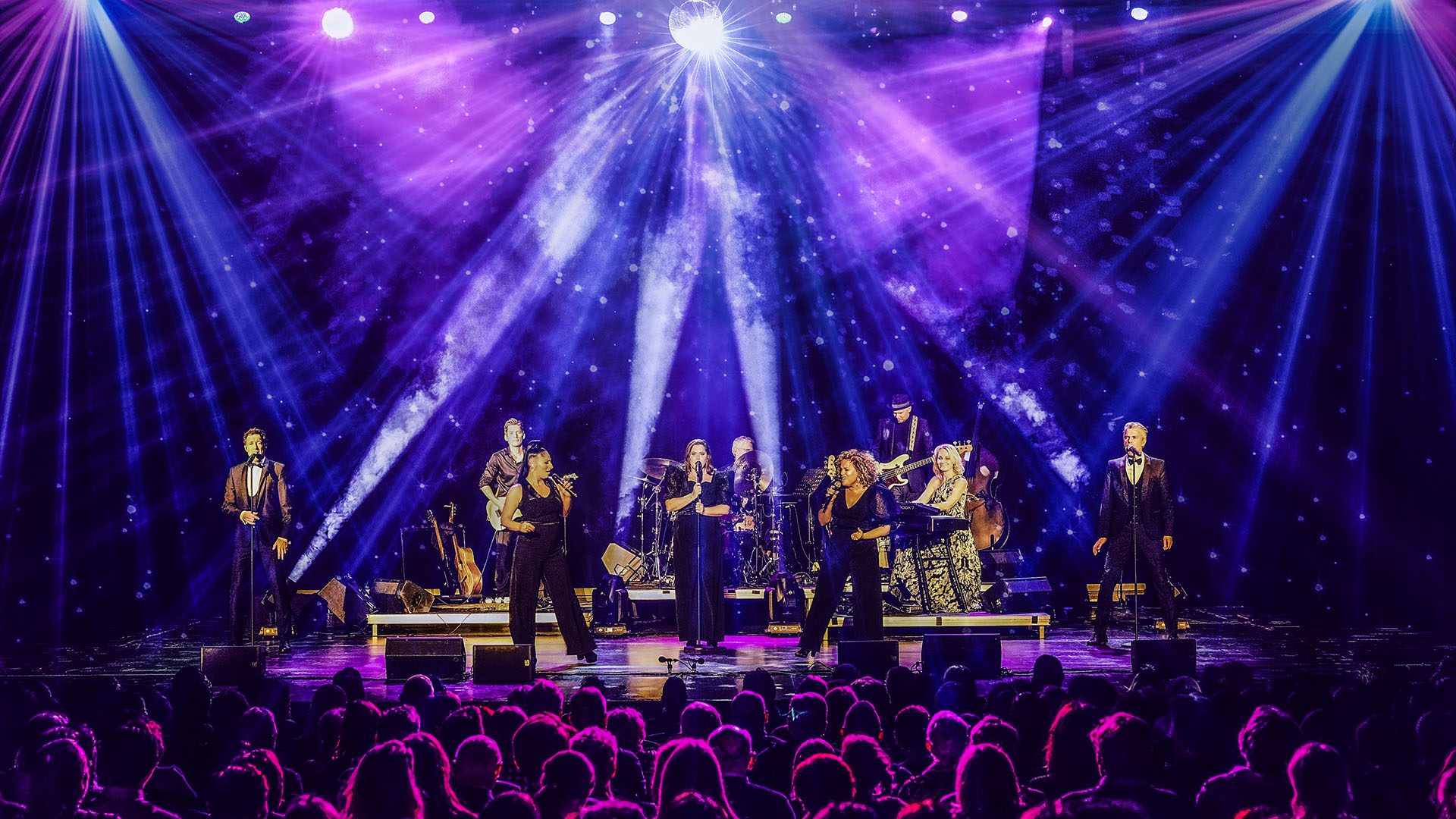
Från Broadway till Duvemåla, 2022

### Artister
- Viktoria Tocca
- Laila Adèle
- Malena Tuvung
- Jakob Stadell
- Patrik Martinsson

### Orkester
- Carina E Nilsson, kapellmästare/piano
- Fredrik Bergström, trummor
- Magnus Eugenson, bas
- Roland Forsman, gitarr

### Orter
Nyköping, Norrköping, Piteå, Luleå, Umeå, Östersund, Södertälje, Vara, Linköping, Stockholm, Falun, Uppsala, Örebro, Västerås, Skövde, Ystad, Malmö, Karlstad, Uddevalla, Borås, Jönköping, Kungsbacka, Halmstad, Kristianstad, Växjö.

## 2023
2023 gjorde Från Broadway till Duvemåla sin mest ambitiösa show någonsin med ökade resurser på scen. Nytillskott i årets ensemble var den engelska musikalstjärnan Harriet Jones. Totalt spelades 27 konserter i 24 städer under detta års Sverigeturné. 

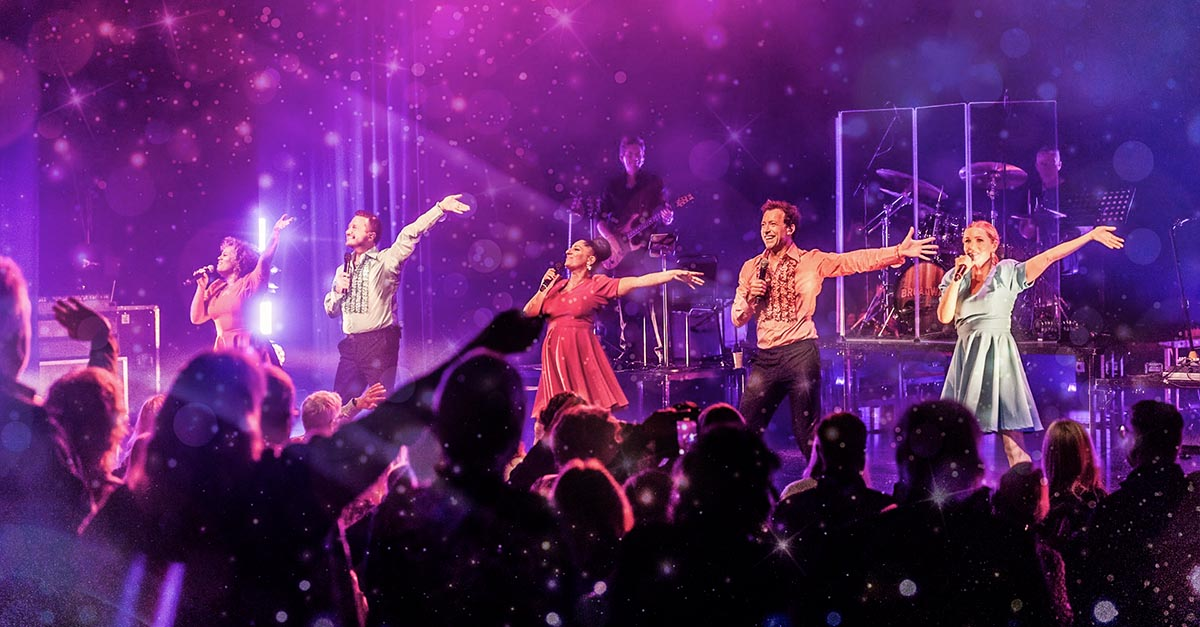
Från Broadway till Duvemåla, 2023

### Artister
- Laila Adèle
- Malena Tuvung
- John Martin Bengtsson
- Patrik Martinsson
- Harriet Jones

### Orkester
- Carina E Nilsson, kapellmästare/piano
- Fredrik Bergström, trummor
- Magnus Eugenson, bas
- Roland Forsman, gitarr

### Orter
Jönköping, Ystad, Malmö, Nyköping, Gävle, Uppsala, Östersund, Umeå, Luleå, Skellefteå, Sundsvall, Göteborg, Uddevalla, Kungsbacka, Borås, Stockholm, Halmstad, Linköping, Södertälje, Örebro, Västerås, Växjö, Karlskrona, Vara.

## 2024
2024 var det tänkt att föreställningens skapare och producent Viktoria Tocca skulle åka med på turnén för första gången på två år. Strax innan premiären var dock olyckan framme när hon drabbades av en allvarlig knäskada och tvingades kliva åt sidan. Med kort varsel hoppade stjärnskottet Elin Werling in istället. Detta år fick publiken dessutom stifta bekantskap med två andra debutanter i sammanhanget - Martin Redhe Nord och Linda Pritchard.

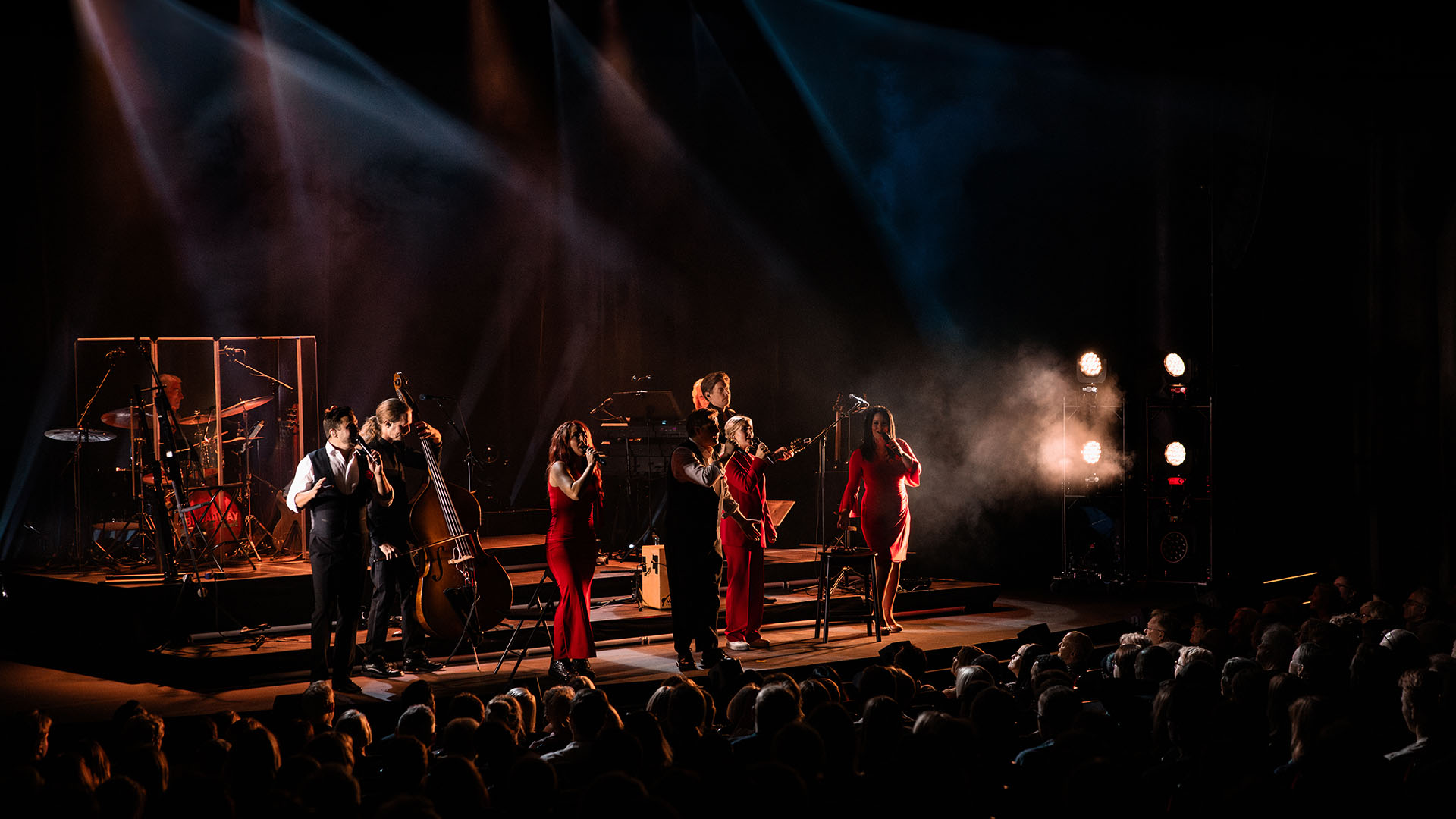
Från Broadway till Duvemåla, 2024

### Artister
- Malena Tuvung
- John Martin Bengtsson
- Martin Redhe Nord
- Linda Pritchard
- Elin Werling

### Orkester
- Carina E Nilsson, kapellmästare/piano
- Fredrik Bergström, trummor
- Andreas Passmark, bas
- Roland Forsman, gitarr

### Orter
Eskilstuna, Stockholm, Uddevalla, Göteborg, Västerås, Skellefteå, Nyköping, Malmö, Kristianstad, Växjö, Falun, Uppsala, Halmstad, Jönköping, Linköping, Vara, Karlstad, Sundsvall, Gävle.

## 2025
2025 års Sverigeturné med Från Broadway till Duvemåla har premiär den 14 september på Rival i Stockholm och avslutas 25 oktober på Konsert & Kongress i Linköping. Bland årets nya artister hittar vi Philip Jalmelid, Judith Caspari och Alma Bengtsson. Totalt blir det 19 konserter i 12 olika städer. Nytt för detta år är att föreställningen spelas en lite längre period (25 september - 4 oktober) på ett och samma ställe, nämligen Draken Live i Göteborg.

### Artister
- Malena Tuvung
- Martin Redhe Nord
- Philip Jalmelid
- Judith Caspari
- Alma Bengtsson

### Orter
Stockholm, Uppsala, Umeå, Skellefteå, Göteborg, Kalmar, Jönköping, Växjö, Halmstad, Malmö, Gävle, Linköping.